# Raphidioptera
Los rafidiópteros (Raphidioptera, del griego, rhaphē, "costura" y ptéron, "ala"), también conocidos como moscas serpiente a pesar de no ser moscas, son un orden de insectos endopterigotos (holometábolos), con alas transparentes y venación ornamentada prominente en los dos pares de alas; los adultos se caracterizan por su protórax alargado. Las piezas bucales están dirigidas hacia delante, y las hembras tienen un aparato ovipositor largo. Se conocen unas 800 especies. Este orden fue descrito formalmente por el entomólogo español Longinos Navás. Son considerados como fósiles vivientes, ya que existen en el registro fósil desde el Pérmico.

## Posición taxonómica
Anteriormente, se consideraba a los Raphidioptera como un suborden de neurópteros, junto a los megalópteros y planipenios, pero hoy se les suele tratar como órdenes independientes, aunque muy relacionados. Son un grupo primitivo dentro de los insectos neópteros (caracterizados por poder plegar las alas sobre el abdomen) que se dividen, dentro de la península ibérica, en las familias Raphidiidae e Inoceliidae. Estas comparten diversos caracteres sinapomórficos, como son el protórax alargado, la existencia de ovipositor en hembras y el tercer tarsómero de los apéndices locomotores dilatados en forma de corazón. La relación entre estas dos familias no acaba de estar clara debido a la multitud de taxones aislados dentro de ellas. Actualmente, estas agrupaciones son hipotéticamente monofiléticas. 

## Taxonomía
Clasificación según Engel de 2002 actualizado por Bechly y Wolf-Schwenninger en 2011 y Ricardo Pérez-de la Fuente y colaboradores (2012):
Orden Raphidioptera
- Suborden †Priscaenigmatomorpha Engel 2002
  - Familia †Priscaenigmatidae Engel, 2002
    - Género †Hondelagia Bode, 1953 (Jurásico inferior; Alemania)
    - Género †Priscaenigma Whalley, 1985 (Jurásico inferior; Inglaterra)
- Suborden Raphidiomorpha
  - Familia †Baissopteridae Martynova, 1961
    - Género †Austroraphidia Willmann, 1994 (Cretácico inferior; Brasil)
    - Género †Baissoptera Martynova, 1961 (Jurásico superior-Cretácico inferior; Brasil, China, Rusia)
    - Género †Cretoraphidia Ponomarenko, 1993 (Jurásico superior-Cretácico inferior; Rusia)
    - Género †Cretoraphidiopsis Engel, 2002 (Cretácico inferior; Mongolia)
    - Género †Lugala Willmann, 1994 (Cretácico inferior; Mongolia)

  - Familia Inocelliidae Navás
    - Subfamilia †Electrinocelliinae Engel, 1995
      - Género †Electrinocellia Engel, 1995 (Eoceno; ámbar báltico)

    - Subfamilia Inocelliinae Engel, 1995
      - Género Amurinocellia Aspöck & Aspöck, 1973 (Reciente)
      - Género Fibla Navás, 1915 (Eoceno-Reciente; Fósiles: ámbar báltico, España, USA)
      - Género Indianoinocellia (Reciente)
      - Género Inocellia Schneider, 1843 (Reciente)
      - Género Negha Navas 1916 (Reciente)
      - Género Parainocellia (Reciente)
      - Género Sininocellia (Reciente)
      - Género †Succinofibla Aspöck & Aspöck, 2004 (Eoceno; ámbar báltico)

  - Familia †Metaraphidiidae Bechly and Wolf-Schwenninger, 2011 
    - Género †Metaraphidia Whalley, 1985  (Jurásico inferior; Inglaterra, Alemania)

  - Familia Mesoraphidiidae Martynov, 1925 (= Alloraphidiidae, Huaxiaraphidiidae, Sinoraphidiidae, and Jilinoraphidiidae)Amarantoraphidia
    - Subfamilia Alloraphidiinae

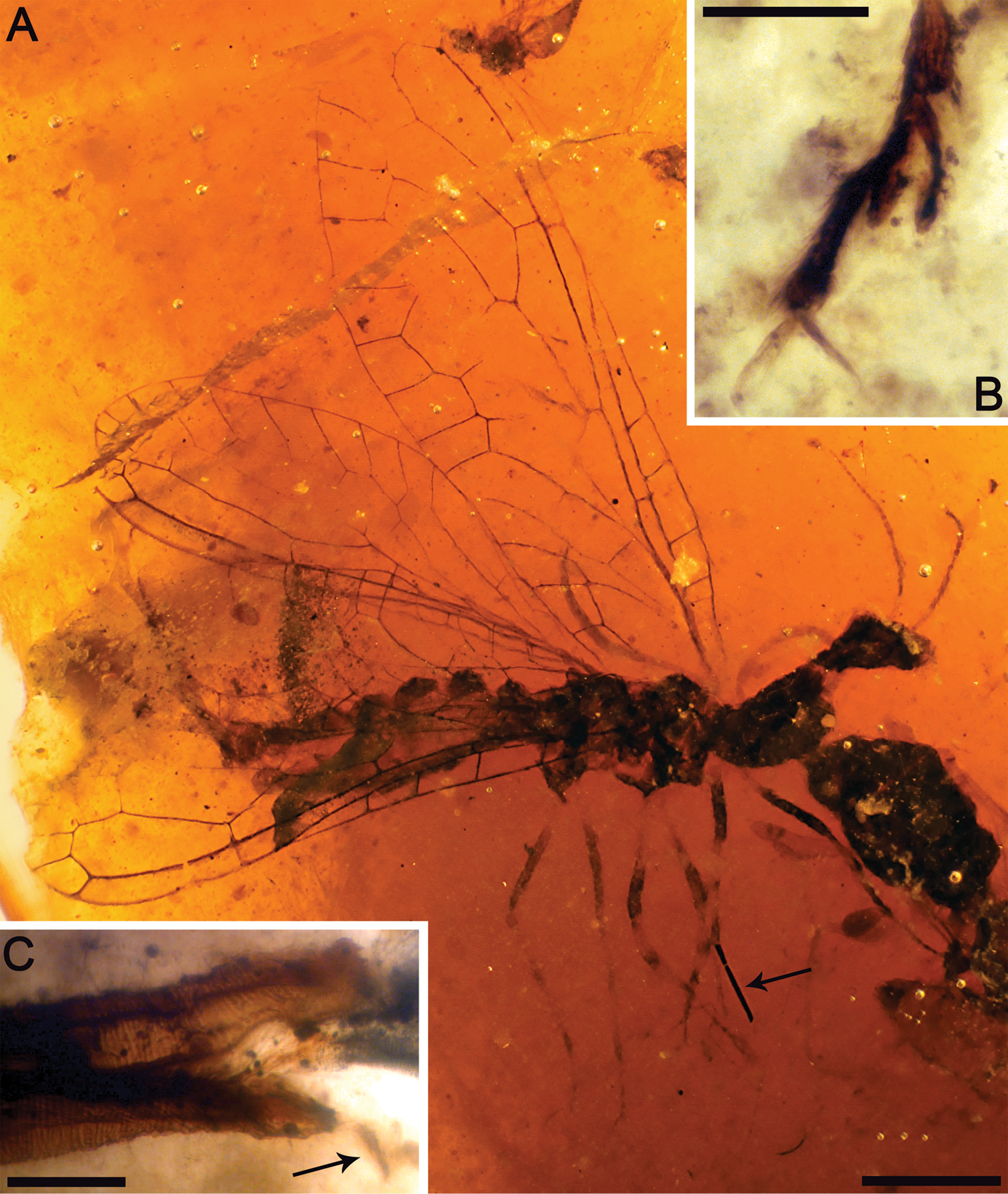
Amarantoraphidia

      - Género Alloraphidia Carpenter, 1967 (Jurásico superior-Middle Cretácico; Canadá, China, Mongolia, Rusia)
      - Género Archeraphidia Ponomarenko, 1988 (Jurásico superior-Cretácico inferior; Rusia, Mongolia)
      - Género Pararaphidia Willmann, 1994 (Jurásico superior-Cretácico inferior; Rusia, Mongolia)

    - Subfamilia Mesoraphidiinae
      - Género Baisoraphidia Ponomarenko, 1993 (Jurásico superior-Cretácico inferior; Rusia)
      - Género Cretinocellia Ponomarenko, 1988 (Cretácico inferior; Mongolia)
      - Género Huaxiaraphidia Hong, 1992 (Cretácico inferior; China)
      - Género Jilinoraphidia Hong and Chang, 1989 (Cretácico inferior; China)
      - Género Kezuoraphidia Willmann, 1994 (Cretácico inferior; China)
      - Género Mesoraphidia Martynov, 1925 (Jurásico superior-Cretácico superior; China, Kazajistán, Mongolia, USA)Necroraphidia

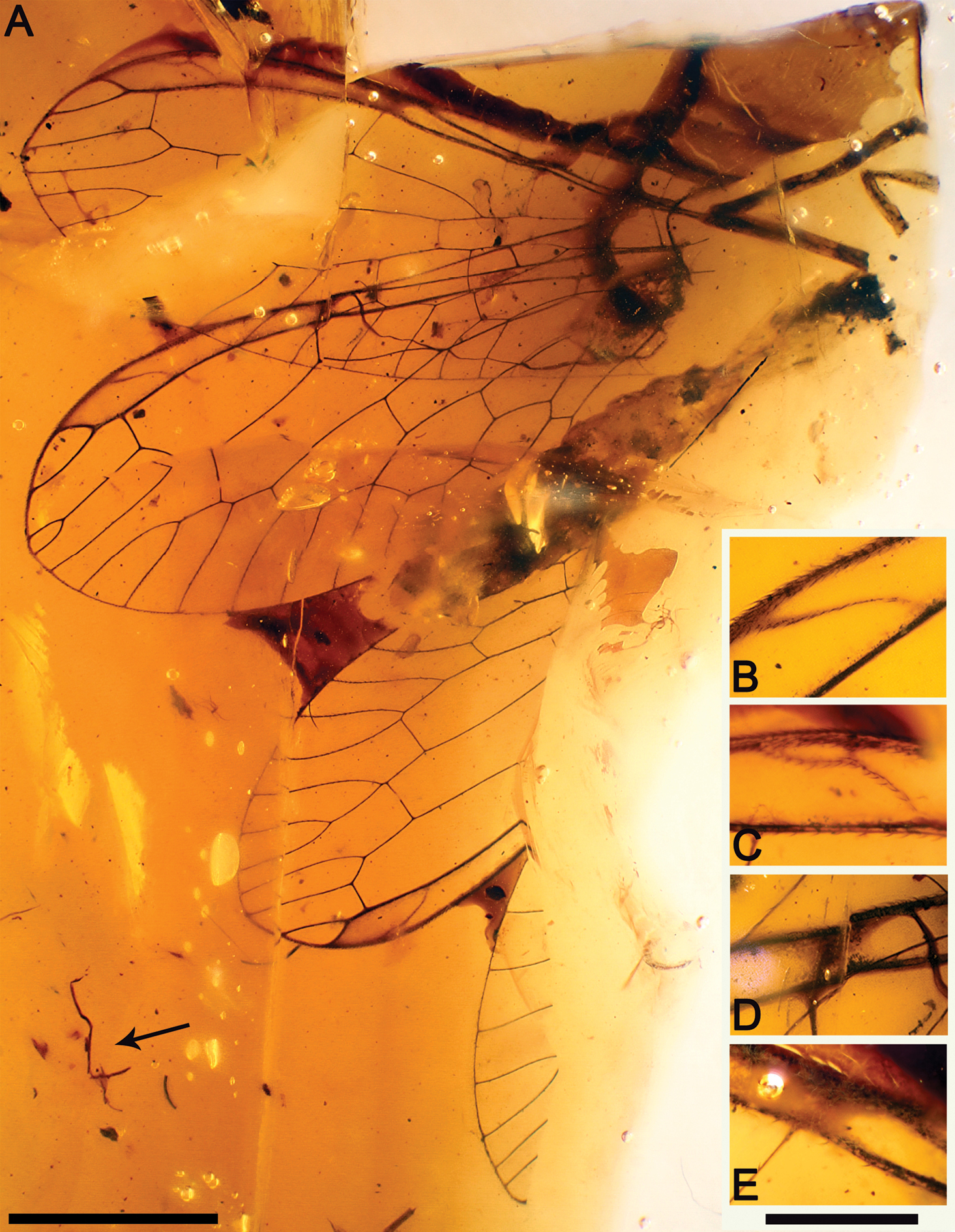
Necroraphidia

      - Género Proraphidia Martynova, 1947 (Jurásico superior-Cretácico inferior; Inglaterra, Kazajistán, España)
      - Género Siboptera Ponomarenko, 1993 (Jurásico superior-Cretácico inferior; China, Rusia)
      - Género Sinoraphidia Hong, 1982 (Jurásico superior; China)
      - Género Xuraphidia Hong, 1992 (Cretácico inferior; China)Styporaphidia? hispanica

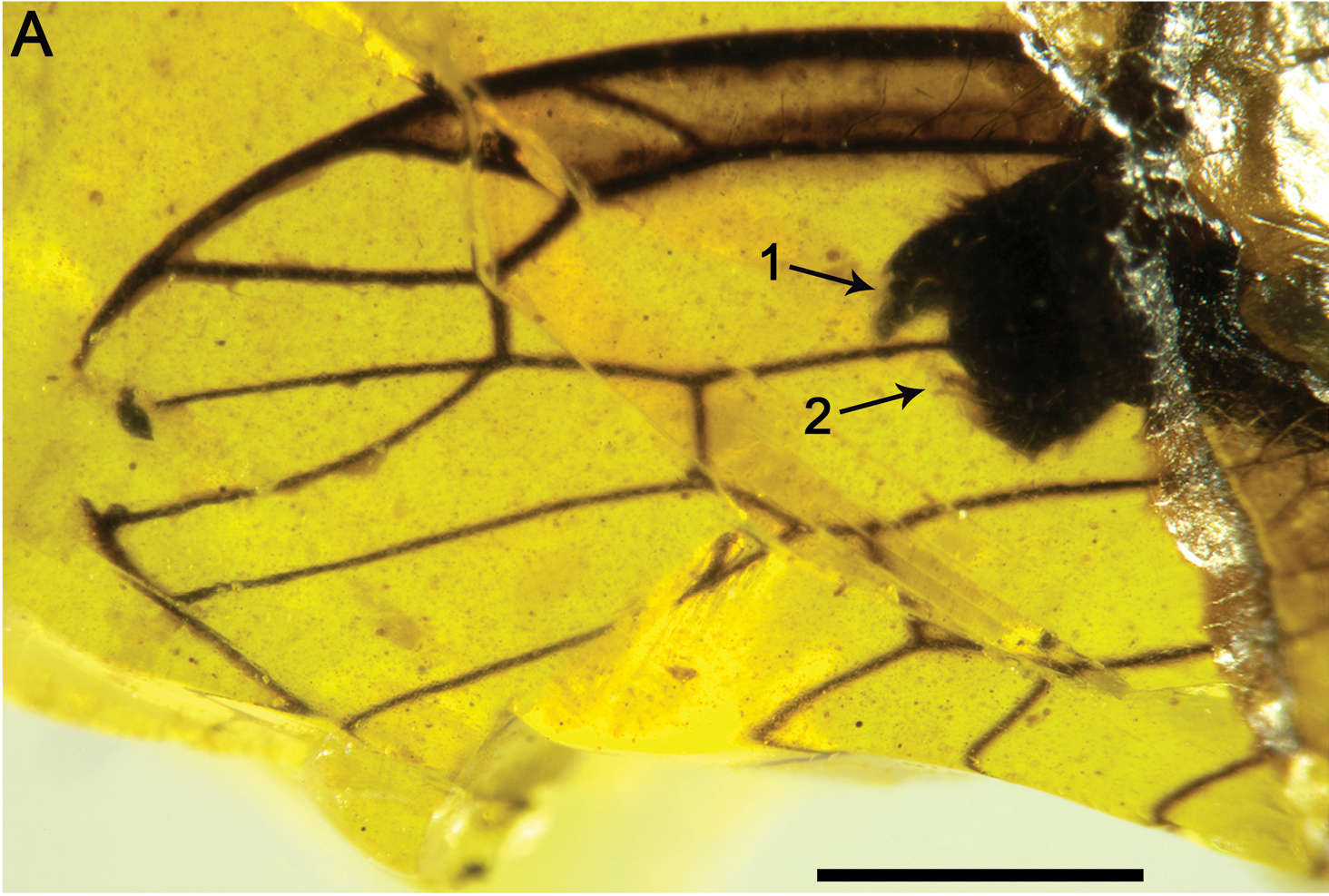
Styporaphidia? hispanica

      - Género Yanoraphidia Ren, 1995 (Cretácico)
      - Tribe Nanoraphidiini
        - Género Cantabroraphidia Pérez-de la Fuente, Nel, Peñalver & Delclòs, 2010 (Albiano; España)
        - Género Grimaldiraphidia Bechly and Wolf-Schwenninger, 2011 (Turonian, Nueva Jersey, Estados Unidos)
        - Género Nanoraphidia Engel, 2002 (Albiano; Myanmar)
        - Género Lebanoraphidia Bechly & Wolf-Schwenninger, 2011 (Neocomian, Líbano)

    - Subfamilia Ororaphidiinae
      - Género Caloraphidia Ren, 1997 (Cretácico, China)
      - Género Necroraphidia Pérez-de la Fuente, Peñalver, Delclòs & Engel, 2012 (Albiano, España)
      - Género Ororaphidia Engel & Ren 2008 (Jurásico medio; China)
      - Género Styporaphidia Engel & Ren 2008 (Jurásico medio; China)

    - Subfamilia "incertae sedis"
      - Género Alavaraphidia Pérez-de la Fuente, Peñalver, Delclòs & Engel, 2012 (Albiano, España)Alavaraphidia

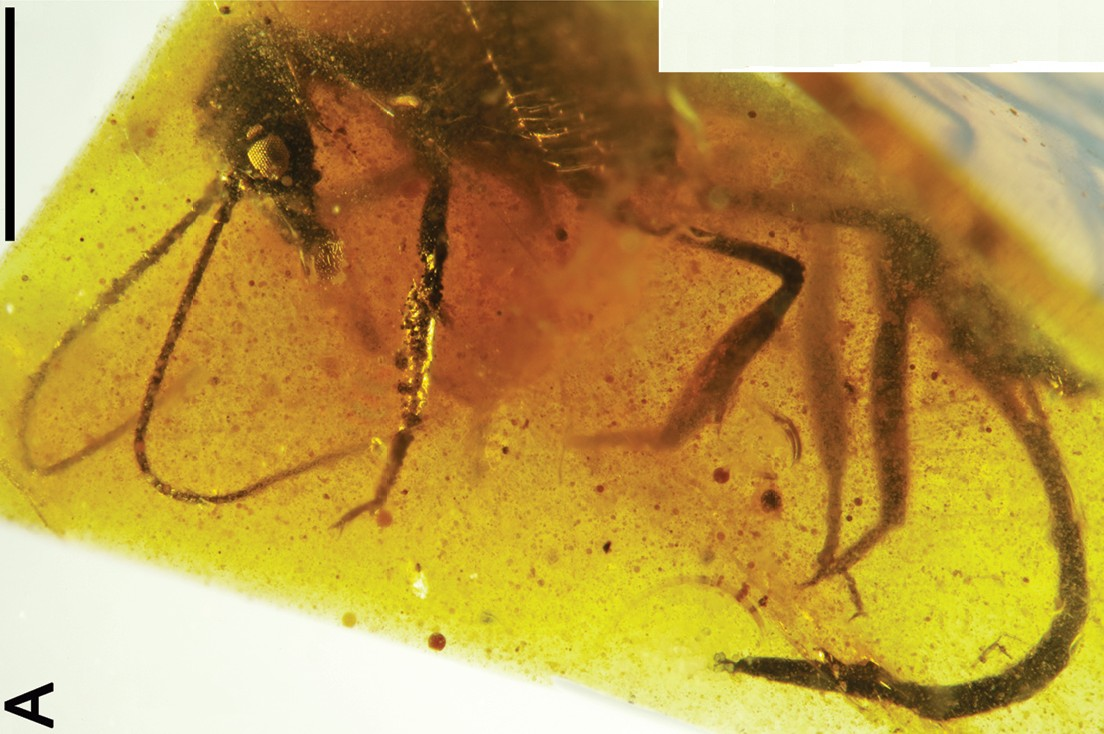
Alavaraphidia

      - Género Amarantoraphidia Pérez-de la Fuente, Peñalver, Delclòs & Engel, 2012 (Albiano, España)
      - Género Iberoraphidia Jepson, Ansorge & Jarzembowski, 2011 (Cretácico)

  - Familia Raphidiidae Latreille
    - Género Africoraphidia (Reciente)
    - Género Agullla Navas 1914 (Reciente)
    - Género Alena Navas 1916 (Reciente)
    - Género Atlantoraphidia (Reciente)
    - Género Calabroraphidia (Reciente)
    - Género Dichrostigma (Reciente)
    - Género Harraphidia (Reciente)
    - Género Hispanoraphidia (Reciente)
    - Género Iranoraphidia (Reciente)
    - Género Italoraphidia (Reciente)
    - Género Mauroraphidia (Reciente)
    - Género Mongoloraphidia (Reciente)
    - Género Ohmella H. Aspöck & U. Aspöck (Oligoceno-Reciente)
    - Género Ornatoraphidia (Reciente)
    - Género Parvoraphidia (Reciente)
    - Género Phaeostigma (Reciente)
    - Género Puncha (Reciente)
    - Género Raphidia Linnaeus, 1758 (Eoceno-Reciente)
    - Género Raphidilla (Reciente)
    - Género Subilla (Reciente)
    - Género Tadshikoraphidia (Reciente)
    - Género Tauroraphidia (Reciente)
    - Género Tjederiraphidia (Reciente)
    - Género Turcoraphidia (Reciente)
    - Género Ulrike (Reciente)
    - Género Venustoraphidia (Reciente)
    - Género Xanthostigma (Reciente)

  - Familia Incertae sedis
    - Género †Archiinocellia Handlirsch, 1910 (Oligoceno; Canadá)
    - Género †Arariperaphidia Martins-Neto & Vulcano, 1989 (Cretácico inferior; Brasil)

## Registro fósil y distribución actual
Gracias al registro fósil se han podido describir un gran número de géneros de rafidiópteros fósiles pertenecientes a varias familias. Se sabe que su distribución abarcaba regiones tropicales y del hemisferio sur y se ha podido observar que los ejemplares fósiles presentan un gran parecido morfológico con las especies actuales, por lo que se pueden considerar como “fósiles vivientes” y que su velocidad de evolución ha sido muy lenta a lo largo de su existencia. Como dato curioso, los representantes fósiles de rafidiópteros en ámbar del Cretácico en la península ibérica son sorprendentemente elevados.
Por lo que respecta a su distribución actual, los rafidiopteros únicamente se encuentran en la región Holártica del hemisferio Norte. En la Región Paleártica se pueden encontrar en las zonas arbóreas de las cadenas montañosas del norte de África, Israel, el norte de Irak, Irán, Pakistán, India, Myanmar, el norte de Tailandia y en las montañas de Taiwán. Por otro lado, en la Región Neártica, su área de distribución se extiende desde el sur de Canadá y oeste de Estados Unidos hasta México, por lo que en el este de Estados Unidos no se pueden encontrar rafidiópteros, se cree que debido al impacto del asteroide del Cretácico junto a la sucesión de tres supererupciones que se produjeron en el volcán de Yellowstone. Tanto en la Región Paleártica como en la Región Neártica las áreas de distribución más meridionales se sitúan en las cadenas montañosas. En las regiones septentrionales con temperaturas moderadas pueden aparecer desde el nivel del mar hasta el piso alpino, mientras que en zonas templadas moderadas, como por ejemplo la Asia Central, Oriental y sur de México, están aislados en altitudes más elevadas, pudiendo alcanzar incluso los 3.000 metros en algunas regiones.
Finalmente, el orden Raphidioptera no está representado actualmente en las regiones tropicales ni en el hemisferio sur, 

## Cabeza
Los adultos poseen una cabeza triangular y prognata (dirigida hacia adelante) muy esclerotizada y aplanada. Las suturas cefálicas se encuentran reducidas, a excepción de la sutura epistomial, formada por la fusión entre el clípeo y la frente, que puede estar más o menos desarrollada. La superficie de la cabeza es negra y lisa. Cuentan con unas piezas bucales de tipo masticador, formadas por mandíbulas con incisivos potentes, seguidos de maxilas, labio, hipofaringe y finalmente de la glosa y la paraglosa, únicamente desarrolladas como pequeños lóbulos. Las antenas son cortas y multiarticuladas, con estructura filiforme y poseen un par de ojos compuestos en disposición lateral y, en Raphidiidae, tres ocelos dorsales.

## Tórax

###### Protórax
El primer segmento del tórax (protórax) es muy alargado y móvil, adquiriendo un aspecto de un largo cuello, siendo este uno de los rasgos más característicos del orden Raphidioptera. El color del pronoto es mayorente de color negro, aunque pueden llegar a presentar los bordes del pronoto con tonos amarillentos o incluso manchas pardas-amarillentas en aquellos puntos donde se insiere la musculatura.

###### Pterotórax (mesotórax y metatórax)
El mesotórax y metatórax son subiguales, y presentan las pleuras divididas en episterno y epímero mediante la sutura pleural. La zona ventral se caracteriza por presentar las coxas muy próximas entre sí, formando una invaginación central. Las articulaciones de las alas se corresponden al modelo general de los insectos. En las alas anteriores aparecen apodemas tergales articulares anteriores y posteriores, mientras que en las alas posteriores el apodema tergal se encuentra reducido. La placa mediana se encuentra claramente dividida y en el ala anterior se diferencian cuatro escleritos axilares, mientras que en la posterior el cuarto se encuentra fuertemente reducido.

###### Apéndices locomotores

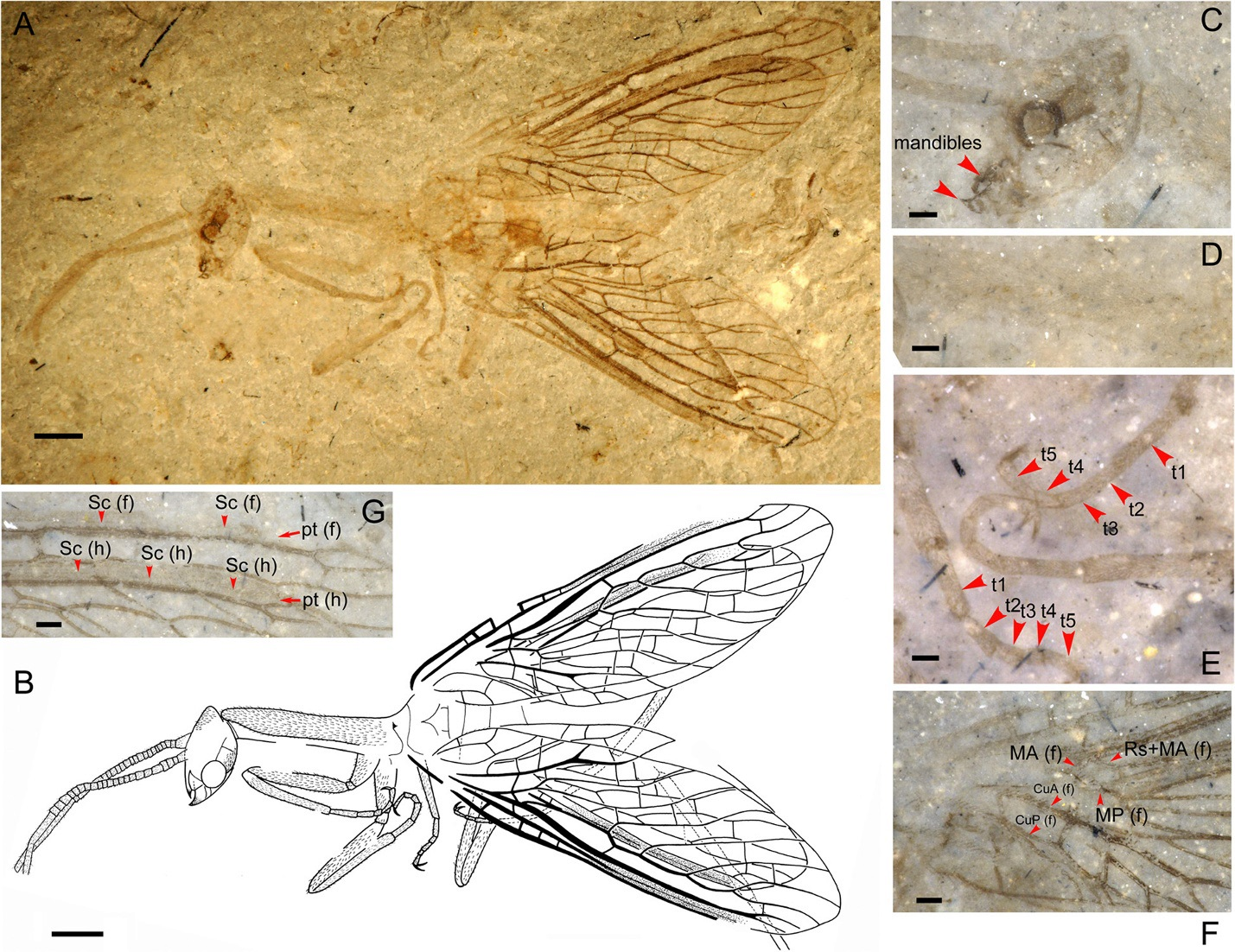
Juroraphidia longicollum, fósil, China

Las patas de los insectos raphidiopteros son marchadoras, con una estructura muy parecida entre ellas, aunque el tercer par de patas es algo más largo. Como característica importante, el tercer tarsómero se encuentra fuertemente ampliado, y presenta una forma de corazón. Además, está densamente poblado en su cara ventral con setas glandulares formando un órgano de fijación.

###### Alas
Las alas están bien desarrolladas, son subiguales, y presentan un pterostigma conspicuo. La membrana hialina, a excepción de ciertas zonas más pigmentadas en la base, aunque no se pueden observar manchas. La longitud del ala anterior comprende entre 5.5 - 16.8 mm en los machos y de 6.1 - 21 mm en las hembras. El acoplamiento de las alas se da gracias al enganche entre las setas situadas en el lóbulo yugal con las setas situadas en el lóbulo humeral. En reposo, las alas se disponen a modo de tejadillo sobre el cuerpo. La venación alar se caracteriza por presentar una ramificación de las venas longitudinales en el ápice de las alas, y por una escasa existencia de venas transversales, gracias a lo cual se forman grandes celdillas.

## Abdomen
El abdomen de los raphidiopteros es alargado y está formado por diez segmentos abdominales separados, siendo el décimo segmento únicamente un terguito llamado
ectoprocto. Aparecen un par de espiráculos a cada lado de los segmentos 1-8 y en las hembras el séptimo segmento puede presentar modificaciones morfológicas de importancia taxonómica. Las alas, que se pliegan sobre el abdomen en forma de tejado, son transparentes y poseen un pterostigma (una mancha oscura en el margen dorsal cerca del ápice) bien diferenciado y una venación en forma de retículo. Las hembras se caracterizan por tener un ovipositor largo, mientras que el resto de escleritos genitales son poco llamativos y específicos.

## Alimentación
Los adultos se alimentan principalmente de pequeños artrópodos de tegumento blando o no muy esclerotizado, aunque en algunas ocasiones se les puede ver ingiriendo polen. Las larvas también tienen una alimentación polífaga, que consta de larvas de lepidópteros, coleópteros e himenópteros, pero también de pequeñas arañas, psocópteros, áfidos, o huevos de insectos. 

## Depredadores
Existe un número elevado de depredadores que se alimentan de huevos, larvas, pupas o imagos de rafidiopteros. Aun así, no se les puede considerar como presas fáciles, ya que desde la fase larvaria son muy rápidas y ágiles, aunque se ha podido observar que las larvas de elatéridos, aún siendo más lentas que las de los rafidiopteros, resultan ser unos depredadores muy activos de estas. Una vez son adultos, se considera que apenas están amenazados por depredadores, puesto que durante el día son muy activos y se mueven de forma rápida sobre la vegetación, no sobre zonas más expuestas, y durante la noche no son activos y pueden pasar fácilmente inadvertidos.

## Ciclo de vida

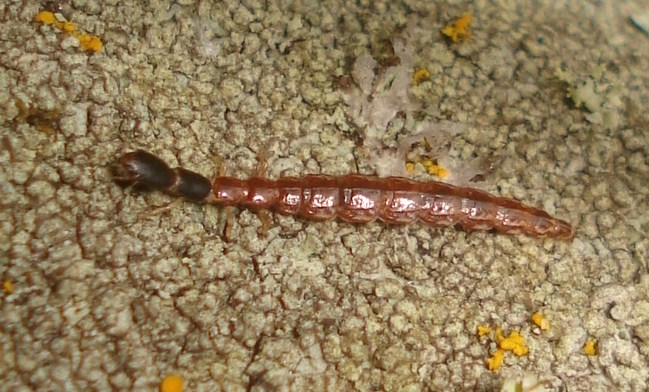
Raphidia sp., larva

Son un grupo de insectos holometábolos, es decir, presentan una metamorfosis completa donde los estadios larvales y adulto son completamente diferentes. Por lo tanto, encontramos la fase de huevo, las diferentes fases de larva, la pupa y finalmente el adulto. Las hembras depositan una masa de huevos entre la corteza de los árboles, manteniéndose desde escasos días hasta un máximo de tres semanas. Pocos días antes de la eclosión, la larva ya realiza movimientos de cabeceo y finalmente se rompe el corion en forma de un gran surco por el cual emerge la larva en pocos minutos.

##### Estadios larvarios
De aquí surgen las larvas, que son de tipo campodeiforme, aplanadas, muy activas y de vida terrestre. Su primera pigmentación es amarillenta, con las piezas bucales ya muy desarrolladas (aunque aún no son muy fuertes), las antenas diferenciadas y las patas cortas y robustas. En este primer estadio larvario, las larvas permanecen unidas, y no muestran gran movilidad, sino que frecuentemente mordisquean las cubiertas de los huevos. No se sabe exactamente si se alimentan de huevos con embriones en su interior ni cuál es el tipo de alimentación de este periodo. Este primer estadio dura únicamente unos pocos días. En el segundo estadio larvario se desarrollan aún más las mandíbulas, antenas y patas y la cabeza y el protórax resaltan por su fuerte esclerotización. Son individuos mucho más móviles, ya que consiguen su alimento de manera autónoma y viven aisladas las unas de la otras. Este segundo estadio larvario también se mantiene por unos pocos días. Los siguientes estadios varían según la especie, edad, la cantidad de alimento disponible y de la temperatura, durando desde unas pocas semanas hasta varios meses, pero a medida que la fase es más avanzada, los intervalos entre una muda y la muda posterior se van haciendo cada vez más largos. Además de esto, no hay un número de estadios larvales predefinido, ya que depende de la especie, de la cantidad de alimento disponible y la temperatura, pero generalmente encontramos entre 10-16, lo que suele durar aproximadamente dos años. Las larvas son depredadoras de una gran variedad de artrópodos.
A medida que la larva va madurando, esta se va esclerotizando más y se empiezan a formar los dibujos pigmentarios en el mesotórax, metatórax y en el abdomen, típicos de cada especie. El momento antes de la pupación, aún siendo un estadio larvario más, es la denominada fase de prepupa, que dura de entre 1 a 2 semanas, donde la larva cae en un estado de inmovilidad en el cual la cabeza se curva y se dirige hacia el abdomen, casi tocándolo. Para esta fase, el individuo busca un lugar protegido, de manera que excava una cavidad en la corteza de algún árbol o en algún otro sustrato adecuado, cómo por ejemplo una hoja enrollada a modo de cuna de papel.

###### Pupación
La pupación se realiza en el interior del suelo y es de tipo déctica: con mandíbulas funcionales y relativamente poderosas que utilizan para salir del capullo o de la exuvia pupal y cuya morfología coincide ampliamente con la del imago (adulto). La venación alar se aprecia sin problemas en el ala anterior y las patas se encuentran pegadas y encogidas hacia el cuerpo. En las hembras ya se puede observar el ovipositor, que se encuentra doblado sobre el dorso del abdomen. El estadio de pupa dura entre diez y veinte días, habiendo poca variabilidad a nivel de especie. Inicialmente, la pupa mantiene la misma posición que la prepupa, pero reacciona a estímulos externos mediante movimientos pendulares o mandibulares. 
Además, presentan diferentes ciclos vitales según el momento del año en el que ocurre la pupación:
- Ciclo 1: Sucede en la mayoría de especies. La última hibernación transcurre en fase de larva. La pupación sucede durante la primavera y esta fase se prolonga desde unos cuantos días hasta 3 semanas. Los adultos emergen en primavera o principios del verano.
- Ciclo 2: En algunas especies, la última hibernación se produce durante el estado de pupa, que ocurre entre verano y otoño. Este estado de pupa se puede prolongar hasta 10 meses, por lo que el paso hacia el adulto se produce durante la primavera del año siguiente.
- Ciclo 3: Muy raramente, la última hibernación ocurre durante la fase larvaria, la pupa pasa el verano y el adulto emerge a finales del verano o principios de otoño. Se cree que las bajas temperaturas tardías producen la maduración de la larva hacia la pupa en un momento tan tardío del año y tras solo una o dos mudas posteriores al invierno

Respecto a la hibernación, esta nunca ocurre durante los estados de huevo o de imago, sino que transcurre durante los estados de larva o pupa. Generalmente, la mayoría de los imagos emergen durante la primavera, principalmente entre mayo y junio. En las regiones más meridionales de las áreas de distribución pueden aparecer de manera excepcional algunos imagos en abril o en marzo, siempre y cuándo las condiciones de temperatura sean lo suficientemente altas. 

###### Estadio adulto
Los adultos son depredadores; cazan al acecho gracias a la gran movilidad de la cabeza y el protórax; vuelan solo en cortos tramos y se refugian entre la vegetación; son de actividad diurna.

## Reproducción
El apareamiento consta de cuatro fases: el encuentro, donde la hembra presenta un comportamiento agresivo a modo de morder a su pareja, incluso pudiendo llegar a matar al macho; el cortejo; la cópula y la fase postcopulativa. 
En el cortejo, los raphidiopteros presentan unos quimiorreceptores en los tarsos y en las antenas con los que pueden detectar feromonas, y así detectar a sus posibles parejas de forma no visual. Posteriormente, podrán tener contacto visual y desencadenar un comportamiento de cortejo. Pero el momento en el que se visualizan es crítico, ya que se han de reconocer como posibles parejas y no como depredador y presa, por lo que no puede producirse demasiado rápido. Este comportamiento de cortejo consistirá en hacer movimientos hacia delante y hacia atrás, juntamente con la limpieza de antenas, de la parte posterior de la cabeza y de las patas posteriores. 
La vida de los adultos del orden Raphidioptera suele ser bastante corta: en el caso de los machos es porque normalmente mueren tras la cópula, por lo que solo viven unos pocos días. En el caso de las hembras, realizan la puesta a los pocos días de la cópula y mueren al poco de realizar dicha puesta, por lo que, aunque viven más que los machos, su vida en el estadio adulto es de únicamente unas pocas semanas. Aun así, estos periodos de tiempo de vida son variables dependiendo principalmente del clima (según sea más o menos favorable para las funciones de los imagos) y de la cantidad de comida que puedan ingerir en ese periodo de tiempo. Esto se debe a que estos factores pueden condicionar el momento de la cópula y la puesta de los huevos, ya que si los imagos aún no han conseguido copular, su vida se alargará hasta que llegue el momento.

## Ecología
En ambos sexos la actividad es diurna, principalmente en días cálidos, soleados y claros (en los días nublados reducen claramente su actividad), donde se pasan la mayor parte del tiempo buscando alimento, pareja y un buen lugar para poner los huevos. Aunque son capaces de volar grandes distancias, siempre vuelan intercalando vuelos cortos con pequeños descansos, a modo de vuelo en saltos. Durante la noche son totalmente inactivos y generalmente no se ven atraídos por la luz artificial.

###### Comportamiento larval
Las larvas tienen un comportamiento muy diferente al de los adultos. Estas evitan la luz intensa, por lo que su actividad se da principalmente en momentos de oscuridad o de una luz escasa. De hecho, se ha observado que las larvas únicamente abandonan sus refugios en caso de estar persiguiendo a alguna presa que se haya escapado por encima de la superficie de la corteza, del suelo o de la hoja donde viven. Aunque también se da en el caso de que los individuos estén hambrientos, ya que se ven obligados a moverse hacia la luz para poder sobrevivir. Su actividad se reduce en función de la temperatura, puesto que a menos de 6 °C suelen permanecer inactivas. Las larvas de los rafidiópteros son unos depredadores muy ágiles, y se mueven con rapidez gracias al órgano pigidial, no solo hacia delante, sino también hacia detrás y hacia los lados.

###### Abundancia en el medio natural
Los rafidiópteros son un grupo de insectos poco frecuentes en la naturaleza. La causa viene explicada por varios factores: el periodo de adulto es bastante corto, de unas dos o tres semanas aproximadamente (aunque puede ser bastante menor). A esto se le añade que sólo aparecen durante el final de la primavera y el verano, y cuando emergen lo hacen de manera concentrada entre ellos y únicamente dentro de los biotopos adecuados para su desarrollo (principalmente en bosques), que son zonas muy pequeñas geográficamente, a lo que se añade su escasa capacidad de dispersión debido a que realizan vuelos muy cortos y se mueven exclusivamente sobre la vegetación, nunca sobrevolando áreas despejadas. Además, viven en las zonas más altas de los bosques, por lo que la recolección con medios de captura tradicionales se dificulta enormemente. Por otro lado, la fase larvaria se produce de manera escondida entre la corteza, por lo que la observación directa de las larvas de rafidiopteros es muy escasa.
Finalmente, hay que tener en cuenta que los rafidiópteros forman un orden con un número de especies muy bajo y que ocupan áreas de distribución pequeñas, donde en la gran mayoría de las áreas sólo aparecen una o muy pocas especies distintas. 

## Importancia
Por ser depredadores tanto en su etapa larvaria como adultos, son considerados como insectos benéficos entre los artrópodos relacionados con la agricultura, con gran potencial para trabajos en entomología económica.